# Безопасный проход
«Безопасный проход» (англ. Safe Passage) — художественный фильм, экранизация романа Эллин Бэк.

## Сюжет
Фильм о матери семи сыновей, чьи дрязги со слепнущим мужем, с которым она в браке уже 25 лет, были отодвинуты на задний план, когда поступило известие о трагедии с сыном, служащим в армии.

## В ролях
- Сьюзан Сарандон — Маргарет Зингер
- Ник Стал — Симон Зингер
- Сэм Шепард — Патрик Зингер
- Марша Гей Харден — Синтия
- Роберт Шон Леонард — Альфред Зингер
- Шон Астин — Иззи Зингер
- Филип Боско — Морт
- Джейсон Лондон — Гидеон Зингер

## Факты
- Роль Иззи предназначалась для Ривера Феникса, но он умер до начала съёмок от передозировки наркотиков, поэтому эту роль исполнил Шон Астин